# عيد القحطاني
عيد القحطاني (مواليد 12 ديسمبر 2000) هو لاعب كرة قدم سعودي يلعب حاليًا في نادي هجر.

## مسيرة اللاعب
لعب سابقاً في الفئات السنية في نادي الوحدة ولعب بعدها مع نادي العين ونادي نجران ونادي هجر.